# Diamantino Miranda
Diamantino, właśc. Diamantino Manuel Fernandes Miranda (ur. 3 sierpnia 1959 w Moicie) – piłkarz portugalski grający na pozycji ofensywnego pomocnika.

## Kariera klubowa
Karierę piłkarską Diamantino rozpoczął w klubie Vitória Setúbal i w sezonie 1976/1977 zadebiutował w nim w pierwszej lidze portugalskiej. W 1977 roku przeszedł do 
Benfiki Lizbona i w 1978 oraz 1978 roku wywalczył z nią wicemistrzostwo kraju. W 1980 roku został piłkarzem klubu Amora FC, któremu pomógł w utrzymaniu w lidze. Rok później grał w Boaviście Porto.
W 1982 roku Diamantino wrócił do Benfiki. W 1983 roku osiągnął swoje pierwsze sukcesy z nią. Wywalczył wówczas mistrzostwo Portugalii i Puchar Portugalii, a także wystąpił w finale Pucharu UEFA z Anderlechtem (0:1, 1:1). Kolejne tytuły mistrza kraju wywalczył w latach 1984 i 1987. W 1988 roku doszedł z Benfiką do finału Pucharu Mistrzów, jednak nie zagrał w nim (Benfica przegrała 0:1 z PSV Eindhoven). Z kolei w finałowym meczu o Puchar Mistrzów w 1990 roku z Milanem (0:1) był na ławce rezerwowych.
Na początku 1990 roku Diamantino odszedł do Vitórii Setúbal. W 1993 roku jako piłkarz tego klubu zakończył karierę piłkarską.
| Sezon   | Klub            | Kraj       | Rozgrywki        | Mecze | Bramki |
| ------- | --------------- | ---------- | ---------------- | ----- | ------ |
| 1976/77 | Vitória Setúbal | Portugalia | Primeira Divisão | 26    | 0      |
| 1977/78 | SL Benfica      | Portugalia | Primeira Divisão | ?     | ?      |
| 1978/79 | SL Benfica      | Portugalia | Primeira Divisão | ?     | ?      |
| 1979/80 | SL Benfica      | Portugalia | Primeira Divisão | 9     | 2      |
| 1980/81 | Amora FC        | Portugalia | Primeira Divisão | 21    | 4      |
| 1981/82 | Boavista FC     | Portugalia | Primeira Divisão | 28    | 8      |
| 1982/83 | SL Benfica      | Portugalia | Primeira Divisão | 29    | 9      |
| 1983/84 | SL Benfica      | Portugalia | Primeira Divisão | 29    | 19     |
| 1984/85 | SL Benfica      | Portugalia | Primeira Divisão | 28    | 6      |
| 1985/86 | SL Benfica      | Portugalia | Primeira Divisão | 29    | 3      |
| 1986/87 | SL Benfica      | Portugalia | Primeira Divisão | 26    | 4      |
| 1987/88 | SL Benfica      | Portugalia | Primeira Divisão | 26    | 6      |
| 1988/89 | SL Benfica      | Portugalia | Primeira Divisão | 21    | 3      |
| 1989/90 | SL Benfica      | Portugalia | Primeira Divisão | 15    | 0      |
| 1990/91 | Vitória Setúbal | Portugalia | Primeira Divisão | 34    | 4      |
| 1991/92 | Vitória Setúbal | Portugalia | Primeira Divisão | 18    | 2      |
| 1992/93 | Vitória Setúbal | Portugalia | Primeira Divisão | 17    | 5      |

## Kariera reprezentacyjna
W reprezentacji Portugalii Diamantino zadebiutował 18 listopada 1981 roku w wygranym 2:1 meczu eliminacji do mistrzostw świata 1982 ze Szkocją. W 1984 roku został powołany przez selekcjonera Fernanda Cabritę do kadry na Euro 84. Na tym turnieju był podstawowym zawodnikiem Portugalii i wystąpił we wszystkich trzech spotkaniach: z RFN (0:0), z Hiszpanią (1:1) i z Rumunią (1:0). W 1986 roku na mistrzostwach świata w Meksyku także zagrał w trzech meczach swojej drużyny: z Anglią (1:0), z Polską (0:1) i z Marokiem (1:3 i gol w 80. minucie). Od 1981 do 1986 roku rozegrał w kadrze narodowej 22 mecze i zdobył 5 goli.

## Kariera trenerska
Po zakończeniu kariery piłkarskiej Diamantino został trenerem. Prowadził takie zespoły jak: Vitória Setúbal, SC Campomaiorense, CD Beja, SC Campomaiorense, Gil Vicente, FC Felgueiras, Portimonense SC, Varzim SC i SC Olhanense, a od 2008 roku jest asystentem trenera Benfiki Lizbona.